# Jakoruda
Jakoruda (in bulgaro Якоруда?) è un comune bulgaro situato nel distretto di Blagoevgrad di 11 414 abitanti (dati 2009).

## Località
Il comune è formato dall'insieme delle seguenti località:
- Jakoruda (sede comunale)
- Avramovo
- Bel kamen
- Buncevo
- Černa Mesta
- Jurukovo
- Konarsko
- Smolevo